# سولفات ۳–۰ کرسه‌تین
سولفات ۳-۰ کرسه‌تین (به انگلیسی: Quercetin 3-O-sulfate) یک ترکیب شیمیایی با شناسه پاب‌کم ۵۲۸۰۳۶۲ است.